# Jerry Golsteyn
Jerry Mark Golsteyn (West Allis, 6 agosto 1954) è un ex giocatore di football americano statunitense che ha giocato nel ruolo di quarterback nella National Football League (NFL), nella American Football League (AFA) e nella United States Football League (USFL).  Al college giocò a football alla Northern Illinois University.

## Carriera professionistica
Golsteyn fu scelto nel corso del dodicesimo giro (333º assoluto) del Draft NFL 1977 dai New York Giants. Giocò per otto stagioni nella NFL tra il 1977 e il 1984 per cinque differenti squadre. Giocò anche brevemente per gli Orlando Americans della American Football Association nel 1981, diventando uno dei pochi giocatori di valore a giocare nella lega. (Il fatto che Golsteyn fosse una stella della lega fu occasionalmente utilizzato come scherzo sull'incapacità della AFA di attrarre giocatori di talento). Disputò un'ultima stagione con gli Orlando Renegades della USFL nel 1985.

## Statistiche
NFL
| Yard passate  | 1.077 |
| Touchdown     | 2     |
| Intercetti    | 13    |
| Passer rating | 36,2  |